# Carry on (BACK-ONの曲)
「Carry on」（キャリーオン）はBACK-ONの配信限定シングル。cutting edgeから2017年8月25日に(TVサイズ ver.)が配信された。フルバージョンは配信限定EPの『NEW ERA』に収録されている。

## 概要
BACK-ONで2人体制での初の楽曲となる。

## タイアップ
『ガンダムビルドファイターズ GMの逆襲』主題歌

## 収録内容
1. Carry on [4:04]
  - 作詞・作曲 : BACK-ON